# Euryopis petricola
Euryopis petricola är en spindelart som först beskrevs av Hickman 1951.  Euryopis petricola ingår i släktet Euryopis och familjen klotspindlar.
Artens utbredningsområde är Tasmanien. Inga underarter finns listade i Catalogue of Life.